# Ященко Микола Іванович
Микола Іванович Ященко (31 жовтня 1919 — 8 червня 2001) — Герой Радянського Союзу (1945).

## Біографія
Народився 31 жовтня 1919 року в Новосибірську в родині робітника-залізничника. Закінчив Казахський гірничо-металургійний інститут в 1941 році.
У РСЧА з липня 1941 року. Закінчив Алма-Атинське піхотно-кулеметне училище в 1942 році. Член ВКП(б) з 1942 року.
На фронтах німецько-радянської війни з квітня 1942 року. Командир 214-го гвардійського стрілецького полку (73-я гвардійська стрілецька дивізія, 57-а армія, 3-й Український фронт) гвардії майор М.І.Ященко з передовим батальйоном під вогнем противника 13 листопада 1944 року успішно форсував річку Дунай в районі населеного пункту Батина (Хорватія). У боях на плацдармі полк оволодів панівною висотою.
У 1948 році закінчив Військову академію імені Фрунзе.
Був військовим комісаром Челябінської області.
З 1980 року генерал-майор М. І. Ященко у запасі. Жив у Челябінську.

## Звання та нагороди
24 березня 1945 року Миколі Івановичу Ященку присвоєно звання Герой Радянського Союзу.
Також нагороджений:
- 2-ма орденами Леніна
- орденом Червоного Прапора
- орденом Олександра Невського
- орденом Вітчизняної війни 1 ступеня
- орденом Вітчизняної війни 2 ступеня
- 2-ма орденами Червоної Зірки
- медалями